# Тема для медитації
«Тема для медитації» — роман-епос, роман-спокута сучасного українського письменника Леоніда Кононовича.
Події роману подаються читачеві через сприйняття головного героя, який через кілька десятиліть повертається додому після важкого поранення. Драматичні моменти з життя Юра, його пошуки своєї суті, історії рідних, друзів та односельців майстерно вплітаються в широке історичне полотно минулого села часів Голодомору. Цей роман «дасть Вам можливість відкрити абсолютно інший вимір буття та усвідомити, що означає бути українцем».
На сторінках роману письменник використовує «Глоссарій» — усні та письмові тексти, які створювалися протягом століть.

## Присвята
Роман присвячено сучасному українському поету та перекладачу Миколі Біденку: «Миколі Біденку присвячується»
«Я написав роман на красилівському матеріалі, на тих розповідях, що я чув змалку. Цей роман я написав, щоб воно не забулося» (Леонід Кононович в інтерв’ю).

## Цитати
«Бачите, — нарешті сказав він, — я оце рік лежав у госпіталі — й увесь час думав над тим, як склалося моє життя… Аж додумався до того, що воно не могло скластися саме по собі, а пов'язане з долею тих людей, котрі вже пішли на той світ… тому що все на цьому світі пов'язане! І життя мого діда якось перехрещується з моїм життям… хоч я й народився через двадцять п'ять років після його смерти!..»
«Ніде ж і галузки було взяти, ти ж знаєш! То він якось поламав хрести на могилах, привіз цілу хуру та й накидав у піч… Коли ж слухає — а щось наче співає! Та так протяжно, хором, неначе у церкві… Він туди по хаті, він сюди, аж у піч зазирнув, — а то хрести співають людськими голосами!»

«Враження таке, наче о тій порі всіх охопило божевілля: вбивали за шмат хліба, за гнилу картоплину, за жменю квасолі чи жита — причому не стільки для того, щоб мати який-небуть зиск, а просто так, заради самого процесу вбивства».

## Видання
- 2004 — твір виходить вперше у видавництві «Кальварія»[7]

- У 2004—2007 роках тричі перевидавався[1]

- В рамках 21-го Форуму видавців у Львові видавництво «Кальварія» презентувало ювілейне — 10 років від першої публікації — видання твору (Кононович Л. Г. Тема для медитації: роман. — Львів: Кальварія, 2014. — Ювілейне видання: 4-е вид., змін. — 240 стор. — ISBN 978-966-663-345-6).

## Відгуки та літературна критика
- «…я щиро здивована, що досі ніхто з критиків не завважив того „великого перелому“ 2002-2003-го — коли нова українська література, „набравши тіла“, водночас через Прохаська й Кононовича заговорила, за Шевельовим, „власним українським голосом“ — і цим, сама того не знаючи, на 5 років випередила головний європейський романний тренд, що тільки зараз стає мейнстрімом…» (Оксана Забужко)[8]

- «Ця книга здатна пробудити генетичну пам'ять кожного» (Ганна Мироненко, громадський діяч)

- «Тема для медитації» доводить, що можна писати без викаблучувань, без спецефектів, але це потребує спалених нервів, концентрації потужних зусиль — усе це є у Леоніда Кононовича". (Василь Герасим'юк, радіоведучий, поет, лауреат Шевченківської премії.[9]